# Rhynchostegiopsis serrata
Rhynchostegiopsis serrata là một loài Rêu trong họ Leucomiaceae. Loài này được (Besch.) Broth. mô tả khoa học đầu tiên năm 1907.